# Tschanigraben
Tschanigraben (węg. Sándorhegy) – gmina w Austrii, w kraju związkowym Burgenland, w powiecie Güssing. Liczy 63 mieszkańców (1 stycznia 2014).